# Weil (Tengen)
Weil ist ein Stadtteil von Tengen im baden-württembergischen Landkreis Konstanz in Deutschland.

## Lage und Verkehrsanbindung
Weil liegt östlich des Kernortes Tengen an der Kreisstraße 6134. Nördlich verläuft die Landesstraße 224 und südwestlich die Bundesstraße 314. Im Ort hat der Weilbach seine Quelle.
Südöstlich liegen die Naturschutzgebiete Binninger Ried und Hohenstoffeln.

## Geschichte
Die ehemals selbständige Gemeinde wurde am 1. Januar 1972 nach Watterdingen eingemeindet. Diese schloss sich am 1. Januar 1975 mit drei weiteren Gemeinden zur neuen Stadt Tengen zusammen.